# Allemagne aux Jeux olympiques d'hiver de 2014
L'Allemagne participe aux Jeux olympiques d'hiver de 2014 à Sotchi en Russie du 7 au 23 février 2014. Il s'agit de sa onzième participation à des Jeux d'hiver.

## Liste des médaillés
| Sport                  | Discipline                    | Athlète(s)                                                   | Date       |
| Médailles d'or : 9     |                               |                                                              |            |
| Luge                   | Simple hommes                 | Felix Loch                                                   | 9 février  |
| Luge                   | Simple femmes                 | Natalie Geisenberger                                         | 11 février |
| Luge                   | Double                        | Tobias Wendl et Tobias Arlt                                  | 12 février |
| Luge                   | Relais par équipes            | Natalie Geisenberger Felix Loch Tobias Arlt Tobias Wendl     | 13 février |
| Biathlon               | Relais hommes                 | Erik Lesser Daniel Böhm Arnd Peiffer Simon Schempp           | 22 février |
| Ski alpin              | Super combiné femmes          | Maria Höfl-Riesch                                            | 10 février |
| Saut à ski             | Tremplin normal femmes        | Carina Vogt                                                  | 11 février |
| Saut à ski             | Par équipes hommes            | Andreas Wank Marinus Kraus Andreas Wellinger Severin Freund  | 17 février |
| Combiné nordique       | Tremplin normal/10 kilomètres | Eric Frenzel                                                 | 12 février |
| Médaille d'argent : 5  |                               |                                                              |            |
| Luge                   | Simple femmes                 | Tatjana Hüfner                                               | 11 février |
| Biathlon               | Individuel hommes             | Erik Lesser                                                  | 13 février |
| Ski alpin              | Super G femmes                | Maria Höfl-Riesch                                            | 15 février |
| Combiné nordique       | Épreuve par équipes           | Eric Frenzel Björn Kircheisen Johannes Rydzek Fabian Riessle | 20 février |
| Snowboard              | Slalom parallèle femmes       | Anke Karstens                                                | 22 février |
| Médaille de bronze : 5 |                               |                                                              |            |
| Patinage artistique    | Couples                       | Aljona Savchenko et Robin Szolkowy                           | 12 février |
| Ski de fond            | Relais femmes                 | Stefanie Böhler Nicole Fessel Denise Herrmann Claudia Nystad | 15 février |
| Ski alpin              | Slalom géant femmes           | Viktoria Rebensburg                                          | 18 février |
| Combiné nordique       | Grand tremplin/10 kilomètres  | Fabian Riessle                                               | 18 février |
| Snowboard              | Slalom parallèle femmes       | Amelie Kober                                                 | 22 février |

| Sport               | Médaille d'or, Jeux olympiques | Médaille d'argent, Jeux olympiques | Médaille de bronze, Jeux olympiques | Total |
| ------------------- | ------------------------------ | ---------------------------------- | ----------------------------------- | ----- |
| Luge                | 4                              | 1                                  | 0                                   | 5     |
| Saut à ski          | 2                              | 0                                  | 0                                   | 2     |
| Combiné nordique    | 1                              | 1                                  | 1                                   | 3     |
| Ski alpin           | 1                              | 1                                  | 1                                   | 3     |
| Biathlon            | 1                              | 1                                  | 0                                   | 2     |
| Snowboard           | 0                              | 1                                  | 1                                   | 2     |
| Patinage artistique | 0                              | 0                                  | 1                                   | 1     |
| Ski de fond         | 0                              | 0                                  | 1                                   | 1     |
| Total               | 9                              | 5                                  | 5                                   | 19    |

## Hockey sur glace

### Tournoi féminin

#### Effectif
- Gardiennes de but : Viona Harrer (EC Bad Tölz), Jennifer Harss (ERC Sonthofen), Ivonne Schröder (Tornado Niesky)
- Défenseurs : Bettina Evers (ESC Planegg-Würmtal), Tanja Eisenschmid (Fighting Sioux du Dakota du Nord), Susanne Fellner (ECDC Memmingen), Susann Götz (OSC Berlin), Jessica Hammerl (TSV Erding), Anja Weisser (Panthers de UÎPÉ)
- Attaquantes : Manuela Anwander (ERC Ingolstadt), Marita Becker (ERC Ingolstadt), Monika Bittner (ESC Planegg-Würmtal), Franziska Busch (ECDC Memmingen), Jacqueline Janzen (ECDC Memmingen), Nina Kamenik (OSC Berlin), Sophie Kratzer (ESC Planegg-Würmtal), Andrea Lanzl (ERC Ingolstadt), Sara Seiler (ERC Ingolstadt), Lisa Schuster (OSC Berlin), Kerstin Spielberger (EHC Klostersee), Julia Zorn (ESC Planegg-Würmtal)
- Entraîneur : Peter Kathan

#### Résultats

##### Tour préliminaire
| Clt   | Équipe    | PJ | V | VP | D | DP | BP | BC | Diff | Pts |
| ----- | --------- | -- | - | -- | - | -- | -- | -- | ---- | --- |
| +001, | Russie    | 3  | 3 | 0  | 0 | 0  | 9  | 3  | +6   | 9   |
| +002, | Suède     | 3  | 2 | 0  | 1 | 0  | 6  | 3  | +3   | 6   |
| +003, | Allemagne | 3  | 1 | 0  | 2 | 0  | 5  | 8  | -3   | 3   |
| +004, | Japon     | 3  | 0 | 0  | 3 | 0  | 1  | 7  | -6   | 0   |

- Qualifié pour les quarts de finale
- Reversé dans les matchs de classement pour la 5e place

| 9 février 2014 | Russie | 4-1 (0-0, 0-1, 4-0) | Allemagne | Arène de glace Chaïba, Sotchi 5 048 spectateurs |

| Feuille de match | Feuille de match | Feuille de match    | Feuille de match                        | Feuille de match                                       |
| ---------------- | --- | ------------------- | --------------------------------------- | ------------------------------------------------------ |
|                  | Gavrilova (Khomich, Smolentseva) — 45 min 4 s Sosina (Dioubanok, Bourina) — 48 min 49 s (SN) Smolentseva (Shibanova) — 49 min 27 s Sosina (Dioubanok, Smolentseva) — 52 min 15 s | 0-1 1-1 2-1 3-1 4-1 | Busch (Anwander, Weisser) — 26 min 48 s | Arbitrage : Anna Eskola Laura Johnson et Ilona Novotná |
| Harrer           | Gardiens | Leskina             |                                         | Arbitrage : Anna Eskola Laura Johnson et Ilona Novotná |
| 4 min            | Pénalités | 8 min               |                                         | Arbitrage : Anna Eskola Laura Johnson et Ilona Novotná |
| 37               | Tirs | 15                  |                                         | Arbitrage : Anna Eskola Laura Johnson et Ilona Novotná |

| 11 février 2014 14h00 | Allemagne | 0-4 (0-1, 0-0, 0-3) | Suède | Arène de glace Chaïba, Sotchi 4 015 spectateurs |

| Feuille de match | Feuille de match | Feuille de match | Feuille de match | Feuille de match                                            |
| ---------------- | ---------------- | ---------------- | --- | ----------------------------------------------------------- |
|                  |                  | 0-1 0-2 0-3 0-4  | Nordin (Eliasson, Grahm) — 1 min Östberg (Borgqvist) — 47 min 42 s Olofsson (Östberg, Löwenhielm) — 50 min 31 s Winberg (Borgqvist) — 51 min 35 s | Arbitrage : Aina Høve Stéphanie Gagnon et Michaela Kúdelová |
| Harss            | Gardiens         | Martin Hasson    | | Arbitrage : Aina Høve Stéphanie Gagnon et Michaela Kúdelová |
| 4 min            | Pénalités        | 10 min           | | Arbitrage : Aina Høve Stéphanie Gagnon et Michaela Kúdelová |
| 21               | Tirs             | 29               | | Arbitrage : Aina Høve Stéphanie Gagnon et Michaela Kúdelová |

| 13 février 2014 12h00 | Japon | 0-4 (0-1, 0-1, 0-2) | Allemagne | Arène de glace Chaïba, Sotchi 2 618 spectateurs |

| Feuille de match | Feuille de match | Feuille de match | Feuille de match | Feuille de match                                                   |
| ---------------- | ---------------- | ---------------- | --- | ------------------------------------------------------------------ |
|                  |                  | 0-1 0-2 0-3 0-4  | Anwander (Kratzer, Becker) — 13 min 23 s (SN) Busch (Lanzl) — 20 min 48 s Sppielberger (Eisenschmid, Kamenik) — 58 min 31 s Busch (Götz) — 59 min 28 s (CV) | Arbitrage : Mélanie Bordeleau Therese Björkman et Charlotte Girard |
| Fujimoto         | Gardiens         | Harrer           | | Arbitrage : Mélanie Bordeleau Therese Björkman et Charlotte Girard |
| 8 min            | Pénalités        | 10 min           | | Arbitrage : Mélanie Bordeleau Therese Björkman et Charlotte Girard |
| 30               | Tirs             | 25               | | Arbitrage : Mélanie Bordeleau Therese Björkman et Charlotte Girard |

##### Matchs de classement pour la cinquième place

###### Tableau
|  | Matchs de classement              | Matchs de classement              |                        |   | Match pour la 5e place            | Match pour la 5e place            |
|  | Matchs de classement              | Matchs de classement              |                        |   | Match pour la 5e place            | Match pour la 5e place            |
|  |                                   |                                   |                        |   |                                   |                                   |
|  | 16 février, Arène de glace Chaïba | 16 février, Arène de glace Chaïba |                        |   | 18 février, Arène de glace Chaïba | 18 février, Arène de glace Chaïba |
|  | 16 février, Arène de glace Chaïba | 16 février, Arène de glace Chaïba |                        |   | 18 février, Arène de glace Chaïba | 18 février, Arène de glace Chaïba |
|  | Finlande                          | 2                                 |                        |   | 18 février, Arène de glace Chaïba | 18 février, Arène de glace Chaïba |
|  | Finlande                          | 2                                 |                        |   | 18 février, Arène de glace Chaïba | 18 février, Arène de glace Chaïba |
|  | Allemagne                         | 1                                 |                        |   | 18 février, Arène de glace Chaïba | 18 février, Arène de glace Chaïba |
|  | Allemagne                         | 1                                 | Finlande               | 4 |                                   |                                   |
|  | 16 février, Arène de glace Chaïba |                                   | Finlande               | 4 |                                   |                                   |
|  |                                   | Russie                            | 0                      |   |                                   |                                   |
|  | Russie                            | Russie                            | 0                      | 6 |                                   |                                   |
|  | Russie                            |                                   |                        | 6 |                                   |                                   |
|  | Japon                             | 3                                 |                        |   |                                   |                                   |
|  | Japon                             | 3                                 | Match pour la 7e place |   |                                   |                                   |
|  |                                   |                                   |                        |   |                                   |                                   |
|  | 18 février, Arène de glace Chaïba |                                   |                        |   |                                   |                                   |
|  |                                   |                                   |                        |   |                                   |                                   |
|  | Allemagne                         | 3                                 |                        |   |                                   |                                   |
|  | Allemagne                         | 3                                 |                        |   |                                   |                                   |
|  | Japon                             | 2                                 |                        |   |                                   |                                   |
|  | Japon                             | 2                                 |                        |   |                                   |                                   |

###### Matchs de classement
| 16 février 2014 | Finlande | 2-1 (2-0, 0-1, 0-0) | Allemagne | Arène de glace Chaïba 2 009 spectateurs |

| Feuille de match | Feuille de match                                                             | Feuille de match | Feuille de match                | Feuille de match                                            |
| ---------------- | ---------------------------------------------------------------------------- | ---------------- | ------------------------------- | ----------------------------------------------------------- |
|                  | Hiirikoski (Välilä) — 1 min 15 s (SN) Karvinen (Välilä, Tapani) — 8 min 32 s | 1-0 2-0 2-1      | Evers (Götz) — 28 min 59 s (SN) | Arbitrage : Aina Høve Michaela Kúdelová et Zuzana Svobodová |
| Räty             | Gardiens                                                                     | Harss            |                                 | Arbitrage : Aina Høve Michaela Kúdelová et Zuzana Svobodová |
| 8 min            | Pénalités                                                                    | 8 min            |                                 | Arbitrage : Aina Høve Michaela Kúdelová et Zuzana Svobodová |
| 27               | Tirs                                                                         | 21               |                                 | Arbitrage : Aina Høve Michaela Kúdelová et Zuzana Svobodová |

###### Match pour la septième place
| 18 février 2014 | Allemagne | 3-2 (1-1, 2-0, 0-1) | Japon | Arène de glace Chaïba 2 012 spectateurs |

| Feuille de match | Feuille de match | Feuille de match                             | Feuille de match                                                  | Feuille de match                                                    |
| ---------------- | --- | -------------------------------------------- | ----------------------------------------------------------------- | ------------------------------------------------------------------- |
|                  | Götz (Busch, Janzen) — 9 min 18 s (SN) Zorn (Busch, Götz) — 24 min 30 s (SN) Seiler (Schuster, Kratzer) — 35 min 49 s | 1-0 1-1 2-1 3-1 3-2                          | Kubo (Osawa) — 13 min 40 s Yoneyama (Osawa, Suzuki) — 42 min 56 s | Arbitrage : Mélanie Bordeleau Therese Björkman et Michaela Kúdelová |
| Harrer           | Gardiens | Fujimoto (35 min 49 s) Konishi (23 min 34 s) |                                                                   | Arbitrage : Mélanie Bordeleau Therese Björkman et Michaela Kúdelová |
| 8 min            | Pénalités | 12 min                                       |                                                                   | Arbitrage : Mélanie Bordeleau Therese Björkman et Michaela Kúdelová |
| 23               | Tirs | 29                                           |                                                                   | Arbitrage : Mélanie Bordeleau Therese Björkman et Michaela Kúdelová |